# Alice Schofield

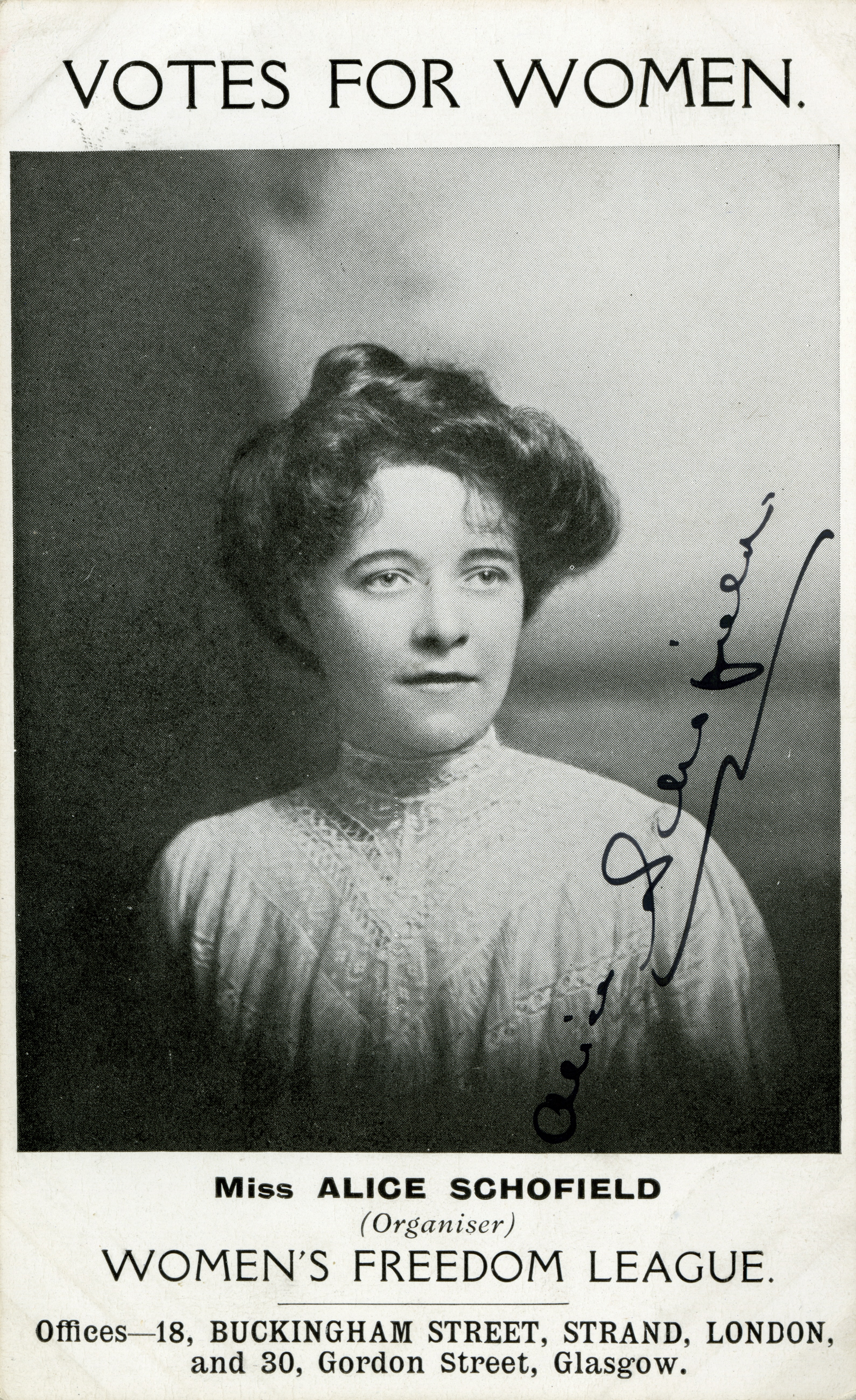
Alice Schofield, Postkarte der Women’s Freedom League, 1907

Alice Schofield Coates (* 3. Mai 1881 in Cleveland; † 19. Juni 1975 in Middlesbrough) war eine englisch-britische Politikerin und Suffragette. Sie setzte sich für das Frauenwahlrecht ein und kämpfte später für eine Gesetzgebung, die Frauen das Recht auf gleichen Lohn gab.

## Leben
Schofield wurde in eine arme Familie hinein geboren und sie wuchs bei einem Onkel und einer Tante in Manchester auf. Sie lehnte Religion ab. Während ihrer Ausbildung zur Lehrerin lernte sie zusammen mit Teresa Billington-Greig, die ebenfalls nicht religiös war. Schofield lernte Emmeline Pankhurst entweder bei einer Disziplinaranhörung kennen, nachdem sie sich geweigert hatte, über Religion zu unterrichten oder bei einer Rede. Pankhurst war Mitglied des Bildungsausschusses von Manchester und vermittelte Schofield eine Stelle an einer jüdischen Schule, an der Religionsunterricht nicht gesetzlich vorgeschrieben war.
Sie und Billington traten der Independent Labour Party bei, und beide schlossen sich der Women’s Social and Political Union (WSPU) an. Sie lernte Eva Gore-Booth und Esther Roper kennen.
Im Jahr 1907 wurde gehört sie zu der Gruppe, die sich aufgrund des autoritären Führungsstils der Pankhursts von WSPU abspaltete und unter der Führung von Charlotte Despard die Women’s Freedom League (WFL) gründete, die einen demokratischeren Ansatz verfolgte. Schofield wurde als Vollzeitfunktionärin eingestellt. Die WFL war ebenfalls militant, lehnte aber die extremen Maßnahmen wie Brandstiftung ab, die von Pankhursts WSPU gefördert wurden. 1909 wurde Schofield wegen Behinderung der Polizei erstmalig für einen Monat inhaftiert.
1909 war sie in Middlesbrough stationiert, wo ein Bruder eines anderen WFL-Mitglieds ihr bei einem körperlichen Angriff zu Hilfe kam. Es war der 18 Jahre ältere Charles Coates, den sie im Februar 1910 heiratete. Coates hatte ein gutes Einkommen durch den Import von Kohle, und sie beschäftigten Dienstboten, die ihre drei Kinder unterrichteten und betreuten. Bei der Volkszählung von 1911 beteiligte sie sich am Wahlrechtsboykott und verweigerte die Zählung. Ihr Mann füllte seine Daten aus, weigerte sich aber, die weiblichen Mitglieder des Haushalts zu erfassen, „bis die Frauen das Wahlrecht erhalten hätten“. Da sie finanziell abgesichert war, konnte Schofield auf Vortragsreisen nach South Shields oder nach Schottland reisen, um dort für die WFL zu sprechen. Sie reiste auch häufig nach London, um an WFL-Sitzungen teilzunehmen, wo sie dem Exekutivausschuss angehörte. Sie benutzte dabei den Namen „Alice Schofield Coates“.
Im Jahr 1919 kandidierte Schofield als erste Frau für den Stadtrat von Middlesbrough. Im Jahr 1924 war das Geschäft ihres Mannes nicht mehr rentabel und er ging in Konkurs. Schofield unterstützte weiterhin die Labour Party und wurde Friedensrichterin.
Am Ende ihrer Karriere setzte sie sich dafür ein, dass Frauen das Recht auf gleichen Lohn erhielten. Das Gesetz dazu wurde schließlich 1970 verabschiedet. Schofield starb im Jahr 1975.
Der Historiker Brian Harrison führte mehrere Oral-History-Interviews zu Schofield im Rahmen des Suffrage-Interviews-Projekts Oral evidence on the suffragette and suffragist movements: the Brian Harrison interviews. Im April 1975 sprach er kurz vor ihrem Tod noch mit Schofield selbst unter anderem über ihre Begegnung mit Teresa Billington und ihren Beitritt zur WFL. In einem Interview mit ihrer Tochter Marion Johnson ebenfalls aus dem April 1975 spricht diese über das frühe Leben ihrer Mutter, ihre Tätigkeit als Lehrerin und ihre Arbeit in der WFL. Im März 1977 interviewte Harrison Alice Richards, die zweite Tochter (der Sohn Peter starb 1959). Diese erzählte von einem typischen Tag ihrer Mutter, von ihrer Freundschaft mit Lilian Lenton und von der Teilnahme ihrer Eltern an Versammlungen der Labour Party und an abendlichen Unterhaltungsveranstaltungen. Beide Töchter erwähnen den Bankrott ihres Vaters und dessen Auswirkungen. Sie sprechen auch über ihre Tante, die Suffragette Marion Coates Hansen, und erwähnen, dass ihre Mutter und ihre Tante sich nicht verstanden und sich voneinander fernhielten.
Im Mai 1977 interviewte Harrison schließlich Alice Schofield, eine namensgleiche Schwägerin von Schofield. Diese sprach auch über Alice und Charles Coates und ihre finanziellen Erfahrungen, einschließlich der Hilfe, die ihr Mann leistete, als Charles in Konkurs ging. In allen drei Interviews wurde erwähnt, dass Alice in ihrem Haus kurzzeitig eine Pension betrieb, die nach dem Konkurs ihres Mannes zahlende Gäste aufnahm.